# 大田港

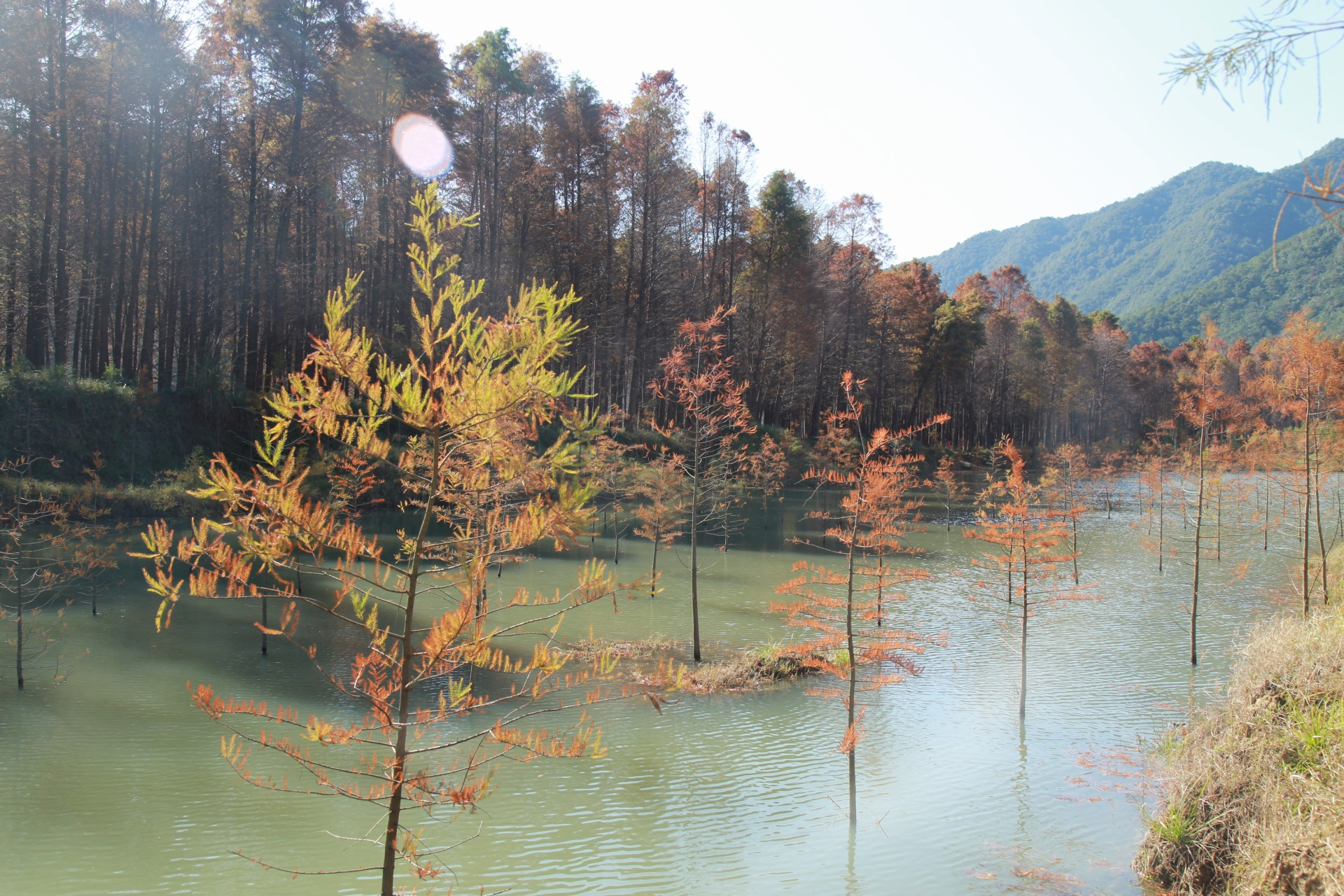
牛头山水库库尾河段的小芝红树林。

大田港，中游也称逆溪，位于中华人民共和国浙江省临海市的一条河流，是灵江左岸支流，上游称小芝溪，发源于临海市东部小芝镇东南大罗山西麓，蜿蜒向西北流至溪下村东南与康谷溪汇流入牛头山水库，出库后向西北流经邵家渡街道，至大洋街道庄头社区转西南流，经大洋街道五孔岙村以西大田港闸后汇入灵江。河长33.2千米，流域面积522平方千米，年均径流量5.22亿立方米。